# Children of Men
Children of Men ist ein britisch-US-amerikanischer dystopischer Science-Fiction-Thriller von Alfonso Cuarón. Am 3. September 2006 hatte er bei den Filmfestspielen von Venedig seine Premiere, am 9. November 2006 lief er in deutschen Kinos an. Der Film ist eine Produktion von Universal Pictures, Strike Entertainment und Hit & Run Productions im Verleih von Universal. Als Vorlage diente der gleichnamige Roman von P. D. James aus dem Jahr 1992.

## Handlung
Im Jahr 2027: Seit über 18 Jahren ist aus unklaren Gründen keine Frau mehr schwanger geworden, der Untergang der menschlichen Spezies scheint besiegelt. Die Welt ist von Gewalt und Chaos geprägt; Umweltzerstörung, Terrorismus, Hysterie und staatliche Unterdrückung bestimmen das alltägliche Leben. Der Ort der Handlung ist Großbritannien, das sich vom Rest der Welt abgeschottet hat und versucht, als Polizeistaat die Kontrolle zu behalten. Einwanderer werden verfolgt, öffentlich in Käfige gesperrt und in ghettoartige Aufnahmelager abgeschoben. Diese Praxis wird von militanten Untergrundorganisationen wie den Fishes (englisch für Fische) bekämpft.
In dieser Situation erhält in London der in Depression verfallene, desillusionierte Regierungsangestellte Theo Faron von seiner Ex-Frau Julian, mittlerweile Anführerin der Fishes, die Aufgabe, die junge Flüchtlings-Frau Kee an einen sicheren Ort zu bringen. Er besorgt die nötigen Papiere, muss sie jedoch gegen seinen Willen persönlich begleiten. Ziel der Reise ist das mysteriöse Human Project, ein geheimer Zusammenschluss von Wissenschaftlern, die Wege zum Fortbestand der Menschheit suchen und über das als Kutter getarnte Schiff Tomorrow vor der Küste erreichbar sein sollen.
Die Reise entwickelt sich für Theo und Kee sowie deren Begleiterin Miriam zur Flucht: Erst werden sie aus zunächst unklaren Gründen von Fishes angegriffen und anschließend von der Polizei verfolgt. Julian wird dabei erschossen, die anderen gelangen in einen Unterschlupf der Fishes. Von dort möchte Theo nach London zurückfahren, doch Kee wünscht, dass er sie weiterhin begleitet. Sie vertraut ihm an, dass sie hochschwanger ist – als erste Frau seit 18 Jahren – und Miriam als ihre Hebamme mitreist. Das muss geheim bleiben, da die Regierung ihr das Kind wegnehmen und einer englischen Frau zuweisen würde. In der Nacht erlauscht Theo, dass die Fishes die gemäßigte Julian absichtlich zugunsten eines radikaleren Anführers getötet haben, um Kees Baby für sich und ihre politischen Ziele zu nutzen. Er erkennt, dass er keinem Unbekannten mehr trauen kann, und flieht mit Kee und Miriam zunächst zu seinem alten Freund Jasper.
Dort erfahren sie, dass die Tomorrow zwei Tage später bei Bexhill-on-Sea ankert. Bexhill ist ein abgeriegeltes Flüchtlingsghetto und scheint unerreichbar. Jasper organisiert eine Tarnung als Flüchtlingstransport, wird jedoch bei ihrer Abreise von den verfolgenden Fishes niedergeschossen. Bei der Ankunft in Bexhill wird Miriam von Wachen, die sich von ihr provoziert fühlen, abgeführt und verschwindet. Mit Theos Hilfe bringt Kee eine Tochter zur Welt.
Nach dem Einbruch einer Gruppe von Fishes-Aktivisten in die abgeriegelte Stadt entwickelt sich ein Häuserkampf zwischen der britischen Armee und den Aufständischen. Die Fishes bringen Kee und das Baby zunächst in ihre Gewalt, doch als das Militär das Haus, in dem sie sich verschanzt haben, stürmen will, löst die nicht mehr geheimzuhaltende Anwesenheit des Babys einen spontanen Waffenstillstand aus, in dem Kee und Theo dem Kriegsschauplatz entkommen und in einem Ruderboot den Treffpunkt mit der „Tomorrow“ erreichen. Kee erklärt, dass sie ihre Tochter nach Theos im Kleinkindalter verstorbenem Sohn „Dylan“ nennen möchte. Theo ist angeschossen worden und verblutet kurz vor dem Eintreffen der Tomorrow.

## Hintergrund
- Die Produktion des Films mit einem Budget von ca. 76 Millionen US-Dollar[3] begann am 2. November 2005 und wurde am 27. August 2006 beendet. Dabei fanden die Dreharbeiten im Zeitraum zwischen dem 18. November 2005 und 17. Januar 2006 an verschiedenen Orten in England statt. Weitere abschließende Dreharbeiten wurden am 1. und 2. Mai 2006 in Uruguay und Argentinien vorgenommen.
- Der Filmtitel Children of Men (englisch für Menschenkinder) ist im Originalbuch ein Zitat aus dem Psalm 90 in der Bibel, vgl. Ps 90,3 ESV (englisch) oder SLT (deutsch).
- Der Film erregte Aufsehen durch überdurchschnittlich lange Takes, sogenannte Plansequenzen (teilweise über sechs Minuten ohne einen Schnitt), die den Film dokumentarisch wirken lassen sollen. Es gibt verschiedene Berichte darüber, wie diese Szenen entstanden sind. Ein Mitarbeiter vom Visual-Effects-Studio Double Negative (seit 2014 DNEG), Alain Bielik, berichtet, dass diese Szenen in einem aufwändigen Computerverfahren aus verschiedenen Einstellungen kombiniert wurden,[4] was Cuarón in einem Interview mit der Zeitschrift Variety indirekt bestätigte: „Vielleicht verrate ich ein großes Geheimnis, aber manchmal steckt mehr dahinter, als es scheint. Wichtig ist, wie man alles zusammenschneidet (überblendet) und in all den unterschiedlichen Teilen die Wahrnehmung einer fließenden Choreographie aufrechterhält.“[5]

## Kritiken
Der Film wurde von der internationalen Kritik überwiegend positiv aufgenommen. Gelobt wurden vor allem die Spezialeffekte und die Kameraarbeit. Dennoch gab es auch unter den renommierten Rezensenten einige Kritiker, die einzelne Punkte bemängelten.

„Cuaróns apokalyptischer Science-Fiction-Film um die letzte Schwangere der Welt ist im Detail interessant und visuell über weite Strecken gelungen, krankt aber an einer spekulativen, wenig aussagekräftigen Story.“

„[…] Das eindrucksvolle pessimistische Zukunftsgemälde entwirft mit vielschichtigen Figuren eine düstere Version der Weihnachtsgeschichte und verbindet sie mit den Eigenschaften eines packenden, geradlinig erzählten Genrethrillers.“

„Ein finsteres Meisterwerk mit einer hervorragenden Besetzung. Beklemmende Szenen, die noch lange in Erinnerung bleiben.“

„Fazit: Ein Film wie ein Albtraum. Die Utopie einer Welt, in der keine Kinder mehr geboren werden, zeigt ein böses Spiegelbild der heutigen Gesellschaft.“

## Ehrungen
Oscar 2007
- Nominiert für:
  - Beste Kamera: Emmanuel Lubezki
  - Bester Schnitt: Alfonso Cuarón und Alex Rodríguez
  - Bestes adaptiertes Drehbuch: Alfonso Cuarón, Timothy J. Sexton, David Arata, Mark Fergus und Hawk Ostby

British Academy Film Awards 2007
- Beste Kamera: Emmanuel Lubezki
- Bestes Szenenbild: Jim Clay, Jennifer Williams und Geoffrey Kirkland
- Nominiert für:
  - Beste visuelle Effekte: Frazer Churchill, Tim Webber, Michael Eames und Paul Corbould

Internationale Filmfestspiele von Venedig 2006
- Golden Osella – Bester technischer Beitrag: Emmanuel Lubezki
- Laterna Magica Prize: Alfonso Cuarón
- Nominiert für:
  - Goldener Löwe: Alfonso Cuarón

Weitere
- Curt-Siodmak-Preis 2007: Bester Science-Fiction-Film
- National Society of Film Critics Awards 2006: Beste Kamera – Emmanuel Lubezki
- Los Angeles Film Critics Association Awards 2006: Beste Kamera – Emmanuel Lubezki
- Los Angeles Film Critics Association Awards 2006: Bestes Szenenbild – Jim Clay, Veronica Falzon und Geoffrey Kirkland (2. Platz)
- 2016 belegte Children of Men bei einer Umfrage der BBC zu den 100 bedeutendsten Filmen des 21. Jahrhunderts den 13. Platz.
- Die Deutsche Film- und Medienbewertung FBW in Wiesbaden verlieh dem Film das Prädikat besonders wertvoll.